# Mimus saturninus
Mimus saturninus е вид птица от семейство Mimidae.

## Разпространение
Видът е разпространен в Аржентина, Боливия, Бразилия, Парагвай, Суринам и Уругвай.